# Superliga Chinesa de 2015
A Superliga Chinesa de 2015 (em chinês: 中国足球协会超级联赛联; em inglês: Chinese Super League), também conhecida como China Ping'an Chinese Super League por questões de patrocínio, foi a 12ª edição do Campeonato Chinês da primeira divisão.

## Mudança nas equipes
Equipes promovidas da China League One de 2014
- Chongqing Lifan
- Shijiazhuang Ever Bright

Equipes rebaixadas para a China League One de 2015
- Dalian Aerbin
- Harbin Yiteng

Mudanças de nomes
É muito comum os times venderem seus nomes para empresas privadas para a realização do campeonato. A mudança vale somente para aquela temporada.
- Shanghai Dongya FC mudou seu nome para Shanghai SIPG FC, em dezembro de 2014.
- Guangzhou Evergrande FC mudou seu nome para Guangzhou Evergrande Taobao FC, em dezembro de 2014.
- Jiangsu Sainty FC mudou seu nome para Jiangsu Guoxin-Sainty FC, em janeiro de 2015.

## Clubes

### Clubes e localizações
| Clube                         | Treinador           | Capitão      | Cidade       | Estádio                        | Capacidade | Temporada 2014 |
| ----------------------------- | ------------------- | ------------ | ------------ | ------------------------------ | ---------- | -------------- |
| Guangzhou Evergrande Taobao C | Luiz Felipe Scolari | Zheng Zhi    | Guangzhou    | Tianhe Stadium                 | 58,500     | 1º             |
| Beijing Guoan                 | Gregorio Manzano    | Xu Yunlong   | Pequim       | Workers Stadium                | 66,161     | 2º             |
| Guangzhou R&F                 | Dragan Stojković    | Zhang Yaokun | Guangzhou    | Yuexiushan Stadium             | 18,000     | 3º             |
| Shandong Luneng Taishan       | Cuca                | Wang Dalei   | Jinan        | Luneng Big Stadium             | 56,808     | 4º             |
| Shanghai SIPG                 | Sven-Göran Eriksson | Sun Xiang    | Xangai       | Shanghai Stadium               | 56,842     | 5º             |
| Guizhou Renhe                 | Gong Lei            | Zhang Lie    | Guiyang      | Guiyang Olympic SC             | 51,636     | 6º             |
| Tianjin Teda                  | Arie Haan           | Zhou Haibin  | Tianjin      | Tianjin Olympic Center Stadium | 54,696     | 7º             |
| Jiangsu Guoxin-Sainty         | Dan Petrescu        | Lu Bofei     | Nanquim      | Nanjing Olympic Sports Center  | 61,443     | 8º             |
| Shanghai Greenland Shenhua    | Francis Gillot      | Moreno       | Xangai       | Hongkou Football Stadium       | 33,060     | 9º             |
| Liaoning Whowin               | Ma Lin              | Zhao Junzhe  | Panjin       | Panjin Stadium                 | 35,600     | 10º            |
| Shanghai Shenxin              | Liu Junwei          | Yu Tao       | Xangai       | Yuanshen Sports Centre Stadium | 16,000     | 11º            |
| Hangzhou Greentown            | Yang Ji             | Wang Lin     | Hangzhou     | Yellow Dragon SC               | 52,672     | 12º            |
| Changchun Yatai               | Marijo Tot          | Yan Feng     | Changchun    | Development Area Stadium       | 25,000     | 13º            |
| Henan Jianye                  | Jia Xiuquan         | Ivo          | Zhengzhou    | Zhengzhou Hanghai Stadium      | 29,860     | 14º            |
| Chongqing Lifan P             | Wang Baoshan        | Wang Dong    | Chongqing    | Chongqing Olympic SC           | 58,680     | CL1, 1º        |
| Shijiazhuang Ever Bright P    | Yasen Petrov        | Li Chao      | Shijiazhuang | Yutong International SC        | 29,000     | CL1, 2º        |

### Troca de Treinadores
| Equipe                      | Ex-Treinador           | Demissão               | Novo Treinador         | Contratação            |
| --------------------------- | ---------------------- | ---------------------- | ---------------------- | ---------------------- |
| Guangzhou Evergrande Taobao | Marcello Lippi         | 2 de novembro de 2014  | Fabio Cannavaro        | 5 de novembro de 2014  |
| Guangzhou R&F               | Sven-Göran Eriksson    | 10 de novembro de 2014 | Cosmin Contra          | 18 de dezembro de 2014 |
| Changchun Yatai             | Dragan Okuka           | 12 de novembro de 2014 | Gao Jinggang           | 19 de dezembro de 2014 |
| Shanghai SIPG               | Xi Zhikang             | 18 de novembro de 2014 | Sven-Göran Eriksson    | 18 de novembro de 2014 |
| Hangzhou Greentown          | Yang Ji                | 2 de dezembro de 2014  | Philippe Troussier     | 2 de dezembro de 2014  |
| Shanghai Shenhua            | Sergio Batista         | 4 de dezembro de 2014  | Francis Gillot         | 4 de dezembro de 2014  |
| Shanghai Shenxin            | Guo Guangqi            | 13 de abril de 2015    | Liu Junwei             | 13 de abril de 2015    |
| Guizhou Renhe               | Zhu Jiong              | 28 de abril de 2015    | Li Chunman (interino)  | 28 de abril de 2015    |
| Guangzhou Evergrande Taobao | Fabio Cannavaro        | 4 de junho de 2015     | Luiz Felipe Scolari    | 4 de junho de 2015     |
| Changchun Yatai             | Gao Jinggang           | 12 de junho de 2015    | Marijo Tot             | 12 de junho de 2015    |
| Jiangsu Guoxin-Sainty       | Gao Hongbo             | 29 de junho de 2015    | Arie Schans (interino) | 29 de junho de 2015    |
| Hangzhou Greentown          | Philippe Troussier     | 1 de julho de 2015     | Yang Ji                | 1 de julho de 2015     |
| Guizhou Renhe               | Li Chunman (interino)  | 8 de julho de 2015     | Gong Lei               | 8 de julho de 2015     |
| Jiangsu Guoxin-Sainty       | Arie Schans (interino) | 9 de julho de 2015     | Dan Petrescu           | 9 de julho de 2015     |
| Guangzhou R&F               | Cosmin Contra          | 22 de julho de 2015    | Li Bing (interino)     | 22 de julho 2015       |
| Liaoning Whowhin            | Chen Yang              | 2 de agosto de 2015    | Ma Lin                 | 2 de agosto de 2015    |
| Guangzhou R&F               | Li Bing (interino)     | 24 de agosto de 2015   | Dragan Stojković       | 24 de agosto de 2015   |

### Jogadores Estrangeiros
Os jogadores estrangeiros são limitados na liga. Apenas 5 jogadores por equipe podem atuar no campeonato, sendo que um precisa ser asiático (ser de um país que é membro da AFC). Cada equipe pode entrar com 4 jogadores estrangeiros como titular, incluindo o jogador asiático. Jogadores de Hong Kong, Macau e Taipé Chinesa são considerados nativos, a não ser que eles já tenham participado de uma competição da AFC. 
| Equipe                   | Jogador 1          | Jogador 2           | Jogador 3         | Jogador 4         | Jogador Asiático     |
| ------------------------ | ------------------ | ------------------- | ----------------- | ----------------- | -------------------- |
| Beijing Guoan            | Pablo Batalla      | Kléber              | Darko Matić       | Dejan Damjanović  | Ha Dae-Sung          |
| Changchun Yatai          | Marcelo Moreno     | Ákos Elek           | Szabolcs Huszti   | Moussa Maazou     | Anzur Ismailov       |
| Chongqing Lifan          | Emmanuel Gigliotti | Fernandinho         | Jael              | Issam El Adoua    | Adrian Leijer        |
| Guangzhou Evergrande     | Elkeson            | Ricardo Goulart     | Paulinho          | Robinho           | Kim Young-Gwon       |
| Guangzhou R&F            | Renatinho          | Jeremy Bokila       | Aaron Samuel      | Míchel Herrero    | Jang Hyun-Soo        |
| Guizhou Renhe            | Zvjezdan Misimović | Sejad Salihović     | Hyuri             | Ricardo Santos    | Park Ju-Sung         |
| Hangzhou Greentown       | Anselmo Ramon      | Davy Claude Angan   | Roda Antar        | Miloš Bosančić    | Matthew Špiranović   |
| Henan Jianye             | Ivo                | Eddi Gomes          | Javier Patiño     | Mateusz Zachara   | Jung In-Whan         |
| Jiangsu Guoxin-Sainty    | Sammir             | Viðar Kjartansson   | Sölvi Ottesen     | Marius Constantin | Sergio Escudero      |
| Liaoning Whowin          | Paulo Henrique     | Franck Boli         | Derick Ogbu       | Eric Bicfalvi     | Kim Yoo-Jin          |
| Shandong Luneng          | Walter Montillo    | Aloísio             | Diego Tardelli    | Júnior Urso       | Jucilei              |
| Shanghai Shenhua         | Giovanni Moreno    | Avraam Papadopoulos | Mohamed Sissoko   | Demba Ba          | Tim Cahill           |
| Shanghai Shenxin         | Everton            | Johnny              | Michael Barrantes | Daniel Chima      |                      |
| Shanghai SIPG            | Darío Conca        | Davi                | Asamoah Gyan      | Tobias Hysén      | Kim Ju-young         |
| Shijiazhuang Ever Bright | Eiður Guðjohnsen   | Rúben Micael        | Mario Rondón      | Jacob Mulenga     | Cho Yong-Hyung       |
| Tianjin Teda             | Hernán Barcos      | Lucas Fonseca       | Wagner            | Cristian Tănase   | Morteza Pouraliganji |

Jogadores de Macau, Hong Kong ou Taipé Chinesa (que são considerados nativos, se não atuarem nas suas seleções nacionais)
| Equipe                   | Jogador       |
| ------------------------ | ------------- |
| Changchun Yatai          | Ko Yu-ting    |
| Guizhou Renhe            | Xavier Chen   |
| Hangzhou Greentown       | Chen Po-liang |
| Shijiazhuang Ever Bright | Bai He        |

## Classificação
| Atualizado em 31 de outubro. | v d e |

| Pos. | Equipes                      | P  | J  | V  | E  | D  | GP | GC | SG  | Classificação ou rebaixamento                                |
| ---- | ---------------------------- | -- | -- | -- | -- | -- | -- | -- | --- | ------------------------------------------------------------ |
| 1    | Guangzhou Evergrande (C) (Q) | 67 | 30 | 19 | 10 | 1  | 71 | 28 | +43 | Fase de grupos da Liga dos Campeões da AFC de 2016           |
| 2    | Shanghai SIPG (Q)            | 65 | 30 | 19 | 8  | 3  | 63 | 35 | +28 | Fase de play-off da Liga dos Campeões da AFC de 2016         |
| 3    | Shandong Luneng (Q)          | 59 | 30 | 18 | 5  | 7  | 66 | 41 | +25 | Fase 2ª pre-eliminatória da Liga dos Campeões da AFC de 2016 |
| 4    | Beijing Guoan                | 56 | 30 | 16 | 8  | 6  | 46 | 26 | +20 |                                                              |
| 5    | Henan Jianye                 | 46 | 30 | 12 | 10 | 8  | 35 | 30 | +5  |                                                              |
| 6    | Shanghai Shenhua             | 42 | 30 | 12 | 6  | 12 | 42 | 44 | -2  |                                                              |
| 7    | Shijiazhuang Ever Bright     | 39 | 30 | 8  | 15 | 7  | 34 | 31 | +3  |                                                              |
| 8    | Chongqing Lifan              | 35 | 30 | 9  | 8  | 13 | 37 | 52 | -15 |                                                              |
| 9    | Jiangsu Guoxin-Sainty        | 35 | 30 | 9  | 8  | 13 | 39 | 48 | -9  |                                                              |
| 10   | Changchun Yatai              | 35 | 30 | 8  | 11 | 11 | 39 | 47 | -8  |                                                              |
| 11   | Hangzhou Greentown           | 33 | 30 | 8  | 9  | 13 | 27 | 35 | -8  |                                                              |
| 12   | Liaoning Whowhin             | 31 | 30 | 7  | 10 | 13 | 30 | 46 | -16 |                                                              |
| 13   | Tianjin Teda                 | 31 | 30 | 7  | 10 | 13 | 39 | 46 | -7  |                                                              |
| 14   | Guangzhou R&F                | 31 | 30 | 8  | 7  | 15 | 35 | 41 | -6  |                                                              |
| 15   | Guizhou Renhe (R)            | 29 | 30 | 7  | 8  | 15 | 39 | 52 | -13 | Zona de rebaixamento à China League One                      |
| 16   | Shanghai Shenxin (R)         | 17 | 30 | 4  | 5  | 21 | 30 | 70 | -40 | Zona de rebaixamento à China League One                      |

Fonte: sports.sina.com
Regras de desempate: 1º pontos; 2º pontos "mano-a-mano"; 3º saldo de gols "mano-a-mano"; 4º gols marcados "mano-a-mano"; 5º saldo de gols na tabela; 6º gols feitos na tabela; 7º cartões.
Legenda:
(C) Campeão; (Q) Qualificado para a Liga dos Campeões da AFC; (R) Rebaixado para a China League One (Segunda Divisão).

## Resultados
|                          | GET | SLT | BJG | GUR | SEB | GRF | SHS | SGS | SIP | LWH | TJT | HGT | JGS | CCY | HJY | CQL |
| ------------------------ | --- | --- | --- | --- | --- | --- | --- | --- | --- | --- | --- | --- | --- | --- | --- | --- |
| Guangzhou Evergrande     | —   | 2-2 | 0–0 | 3–0 | 2–1 | 2–2 | 6-1 | 2-2 | 1–1 | 6–1 | 2–2 | 1–0 | 3–3 | 1–1 | 1–1 | 7–0 |
| Shandong Luneng          | 1-2 | —   | 3–0 | 5–2 | 3–1 | 1–2 | 2-2 | 2-0 | 0–1 | 2–0 | 2–3 | 2–1 | 5–1 | 2–0 | 2–1 | 3–0 |
| Beijing Guoan            | 0-2 | 3–1 | —   | 2–2 | 3–1 | 2–0 | 2-1 | 2-0 | 0–0 | 2–0 | 3–0 | 4–0 | 1–0 | 3–1 | 1–0 | 2–0 |
| Guizhou Renhe            | 2-3 | 2–2 | 2–2 | —   | 2–1 | 0–0 | 2-2 | 2-1 | 2–0 | 0–1 | 0–1 | 1–2 | 0–1 | 2–2 | 2–0 | 0–1 |
| Shijiazhuang Ever Bright | 1–1 | 1–1 | 2–2 | 1–2 | —   | 1–0 | 2-1 | 2-0 | 2–2 | 1–1 | 4–3 | 0–0 | 2–1 | 0–0 | 0–1 | 2–0 |
| Guangzhou R&F            | 1–2 | 2–4 | 0–0 | 4–0 | 0–0 | —   | 1-3 | 0-1 | 2–3 | 0–0 | 1–0 | 2–0 | 2–1 | 2–2 | 1–2 | 2–0 |
| Shanghai Shenxin         | 2–4 | 1–2 | 0–4 | 2–5 | 0–0 | 2-1 | —   | 1-1 | 0–2 | 2–1 | 0–1 | 2–0 | 0–1 | 1–4 | 1–2 | 0–1 |
| Shanghai Shenhua         | 0–3 | 1–2 | 3–1 | 1–1 | 0–0 | 1–0 | 6–2 | —   | 1–2 | 3–1 | 1–0 | 2–0 | 3–1 | 3–0 | 1–0 | 2–2 |
| Shanghai SIPG            | 0–3 | 3–4 | 1–1 | 3–1 | 2–2 | 2–1 | 2–0 | 5–0 | —   | 2–1 | 2–1 | 2–1 | 2–1 | 5–3 | 3–0 | 2–1 |
| Liaoning Whowhin         | 1–3 | 3–2 | 1–0 | 2–1 | 1–1 | 0–0 | 1–1 | 1–0 | 1–3 | —   | 3–2 | 0–2 | 2–3 | 2–2 | 0–1 | 1–1 |
| Tianjin Teda             | 0–2 | 1–3 | 4–0 | 3–4 | 1–1 | 2–0 | 4–1 | 1–1 | 0–0 | 0–0 | —   | 0–0 | 1–0 | 1–1 | 2–3 | 0–3 |
| Hangzhou Greentown       | 0–1 | 0–1 | 1–1 | 1–0 | 1–1 | 1–2 | 4–2 | 4–1 | 1–1 | 0–0 | 2–1 | —   | 2–1 | 0–1 | 0–0 | 1–3 |
| Jiangsu Sainty           | 0–1 | 2–3 | 0–0 | 2–0 | 2–1 | 2–2 | 1–0 | 3–2 | 1–4 | 2–1 | 1–1 | 1–1 | —   | 1–1 | 1–1 | 1–2 |
| Changchun Yatai          | 0–2 | 1–2 | 1–2 | 2–1 | 0–3 | 1–2 | 1–1 | 3–1 | 0–2 | 2–1 | 2–2 | 1–0 | 2–2 | —   | 2–0 | 2–1 |
| Henan Jianye             | 2–1 | 1–0 | 0–1 | 1–1 | 0–1 | 1–0 | 5–0 | 2–1 | 2–2 | 1–1 | 3–1 | 0–0 | 1–0 | 0–0 | —   | 3–3 |
| Chongqing Lifan          | 1–2 | 2–2 | 0–3 | 1–1 | 1–0 | 2–1 | 2–0 | 0–2 | 2–4 | 1–1 | 1–1 | 1–2 | 2–3 | 2–1 | 1–1 | —   |

| Vitória do mandante; Vitória do visitante; Empate. | Em vermelho os jogos da próxima rodada; Em negrito os jogos "clássicos". |

## Artilheiros
| Pos. | Jogador            | Clube                    | Gols |
| ---- | ------------------ | ------------------------ | ---- |
| 1    | Aloísio            | Shandong Luneng          | 22   |
| 2    | Ricardo Goulart    | Guangzhou Evergrande     | 19   |
| 3    | Dejan Damjanović   | Beijing Guoan            | 16   |
| 4    | Hernán Barcos      | Tianjin Teda             | 15   |
| 4    | Emmanuel Gigliotti | Chongqing Lifan          | 15   |
| 6    | Wu Lei             | Shanghai SIPG            | 14   |
| 7    | Gao Lin            | Guangzhou Evergrande     | 13   |
| 7    | Jacob Mulenga      | Shijiazhuang Ever Bright | 13   |
| 9    | Tobias Hysén       | Shanghai SIPG            | 12   |
| 9    | Anselmo Ramon      | Hangzhou Greentown       | 12   |

## Premiações
Os prêmios e a cerimônia de entrega foram realizados em 10 de novembro de 2015. 
| Prêmio                        | Pessoa              | Clube                                                       | Nota (s)       |
| ----------------------------- | ------------------- | ----------------------------------------------------------- | -------------- |
| Jogador Mais Valioso (MVP)    | Ricardo Goulart     | Guangzhou Evergrande                                        |                |
| Chuteira de Ouro (Artilheiro) | Aloísio             | Shandong Luneng                                             | 22 gols        |
| Artilheiro Chinês             | Wu Lei              | Shanghai SIPG                                               | 14 gols        |
| Melhor Goleiro                | Zeng Cheng          | Guangzhou Evergrande                                        |                |
| Melhor Técnico                | Luiz Felipe Scolari | Guangzhou Evergrande                                        | Campeão da CSL |
| Melhor Árbitro                | Tan Hai             |                                                             |                |
| Fair Play                     |                     | Shijiazhuang Ever Bright Hangzhou Greentown Chongqing Lifan |                |

### Time do Campeonato
| Posição        | Jogador         | Clube                |
| -------------- | --------------- | -------------------- |
| Goleiro        | Zeng Cheng      | Guangzhou Evergrande |
| Defensores     | Zhang Linpeng   | Guangzhou Evergrande |
| Defensores     | Kim Young-gwon  | Guangzhou Evergrande |
| Defensores     | Feng Xiaoting   | Guangzhou Evergrande |
| Defensores     | Xu Yunlong      | Beijing Guoan        |
| Meio-Campistas | Zheng Zhi       | Guangzhou Evergrande |
| Meio-Campistas | Huang Bowen     | Guangzhou Evergrande |
| Meio-Campistas | Wu Xi           | Jiangsu Sainty       |
| Meio-Campistas | Darío Conca     | Shanghai SIPG        |
| Atacantes      | Ricardo Goulart | Guangzhou Evergrande |
| Atacantes      | Wu Lei          | Shanghai SIPG        |
| Treinador      | Scolari         | Guangzhou Evergrande |

## Público
| Pos. | Clube                    | Total     | Maior  | Menor  | Média  | Variação |
| ---- | ------------------------ | --------- | ------ | ------ | ------ | -------- |
| 1    | Guangzhou Evergrande     | 688,339   | 51,025 | 38,154 | 45,889 | +8,8%    |
| 2    | Beijing Guoan            | 614,952   | 53,526 | 33,636 | 40,997 | +4,0%    |
| 3    | Chongqing Lifan          | 563,918   | 48,530 | 28,660 | 37,595 | +183,6%  |
| 4    | Jiangsu Sainty           | 402,687   | 49,478 | 11,540 | 26,858 | +10,3%   |
| 5    | Shanghai SIPG            | 395,721   | 46,977 | 18,008 | 26,381 | +111,7%  |
| 6    | Shijiazhuang Ever Bright | 376,053   | 27,113 | 20,911 | 25,070 | +109,8%  |
| 7    | Shandong Luneng          | 338,385   | 41,155 | 10,156 | 22,559 | -5,7%    |
| 8    | Henan Jianye             | 303,099   | 21,677 | 17,715 | 20,207 | +9,8%    |
| 9    | Tianjin Teda             | 294,908   | 41,899 | 8,226  | 19,661 | +14,3%   |
| 10   | Shanghai Shenhua         | 292,597   | 25,751 | 12,353 | 19,506 | +26,5%   |
| 11   | Guizhou Renhe            | 227,078   | 25,381 | 7,283  | 15,139 | +22,8%   |
| 12   | Changchun Yatai          | 222,818   | 28,615 | 9,621  | 14,855 | +15,2%   |
| 13   | Liaoning Whowhin         | 191,827   | 21,037 | 5,827  | 12,788 | 0%       |
| 14   | Hangzhou Greentown       | 188,487   | 26,681 | 8,579  | 12,566 | -8,7%    |
| 15   | Guangzhou R&F            | 119,839   | 13,685 | 4,807  | 7,989  | -30,4%   |
| 16   | Shanghai Shenxin         | 105,416   | 11,183 | 5,587  | 7,028  | -30,5%   |
|      | Total                    | 5,326,304 | 53,526 | 4,807  | 22,193 | +16,8%   |

Fonte:[CSL official data

## Ligações Externas
- Superliga Chinesa no Soccerway
- Chinese Super League table at FIFA
- Site Oficial (chinês)